# Allodioxys moricei
Allodioxys moricei är en biart som först beskrevs av Heinrich Friese 1899.  Allodioxys moricei ingår i släktet Allodioxys och familjen buksamlarbin. Inga underarter finns listade i Catalogue of Life.